# Roberto Fernández Alvarellos
Roberto Fernández Alvarellos (Chantada, 25 gennaio 1979) è un ex calciatore spagnolo, di ruolo portiere.

## Carriera
Cresciuto nel vivaio del Celta Vigo, venne mandato a "farsi le ossa" nella squadra riserve, con la quale disputò cinque stagioni.
Nell'estate del 2002 venne acquistato dallo Sporting Gijón, con cui rimase per sei annate, nelle quali ebbe modo di conquistare, nel 2005-06, il Trofeo Zamora della Segunda División spagnola, subendo 31 gol in 38 partite e rimanendo imbattuto per 825 minuti, record per la categoria cadetta. Inoltre si rese protagonista della promozione degli asturiani nella Liga nel 2007-2008.
Nel luglio 2008 passò all'Osasuna, guadagnandosi presto il posto da titolare ai danni di Ricardo López Felipe. Nella stagione successiva venne tuttavia relegato in panchina, disputando soltanto le partite di Coppa del Re.